# Garra cyclostomata
Garra cyclostomata är en fiskart som beskrevs av Mai, 1978. Garra cyclostomata ingår i släktet Garra och familjen karpfiskar. Inga underarter finns listade i Catalogue of Life.